# Йованович, Люка
Люка Йованович (англ. Luka Jovanović; род. 20 мая 2005) — австралийский футболист, нападающий клуба «Аделаида Юнайтед». 

## Клубная карьера
Йованович — воспитанник клуба «Аделаида Юнайтед». 6 ноября 2022 года в матче против «Уэстерн Юнайтед» он дебютировал в А-Лиге. 11 марта 2023 года в поединке против «Ньюкасл Юнайтед Джетс» Люка забил свой первый гол за «Аделаида Юнайтед».

## Достижения
Международные
 Австралия (до 20)
- Победитель молодёжного Кубка Азии — 2025